# Tom Seeberg
Tom Seeberg (n. 17 februarie 1860, Comuna Drammen, Buskerud, Norvegia – d. 27 martie 1938, Comuna Drammen, Buskerud, Norvegia) a fost un trăgător de tir ce a reprezentat Norvegia, medaliat olimpic. A participat la o ediție a Jocurilor Olimpice (1900) în care a câștigat o medalie de argint.

## Participări
Lista de mai jos prezintă principalele competiții la care a participat Tom Seeberg de-a lungul carierei.
- shooting at the 1900 Summer Olympics – men's 300 metre free rifle, team[*]